# Thornburg (Iowa)
Pour les articles homonymes, voir Thornburg.
Thornburg est une ville du  comté de Keokuk, en Iowa, aux États-Unis. Elle est fondée en 1879 et incorporée le 25 septembre 1883.

## Source de la traduction
- (en) Cet article est partiellement ou en totalité issu de l’article de Wikipédia en anglais intitulé « Thornburg, Iowa » (voir la liste des auteurs).